# Scoot
Scoot Pte Ltd. es una aerolínea de bajo costo con sede en Singapur. Opera vuelos en rutas de medio y largo radio desde Singapur, predominantemente a China y la India. Inicialmente, su flota consistía en aviones Boeing 777 proporcionados por su empresa matriz, Singapore Airlines, que posteriormente fueron reemplazados por Boeing 787. Su oficina central se encuentra en la Terminal 1 del aeropuerto Internacional de Singapur en Changi.
El 25 de julio de 2017, Tigerair se fusionó oficialmente con Scoot usando el AOC de Tigerair pero conservando el nombre Scoot. Con el cambio de AOC, el código IATA se cambió de TZ a TR. Todos los aviones Airbus A319 y A320 de Tigerair fueron transferidos y pintados con los colores de Scoot.

## Destinos
Scoot inició sus operaciones en junio de 2012, de la terminal 2 del aeropuerto de Changi.

## Flota

### Flota Actual

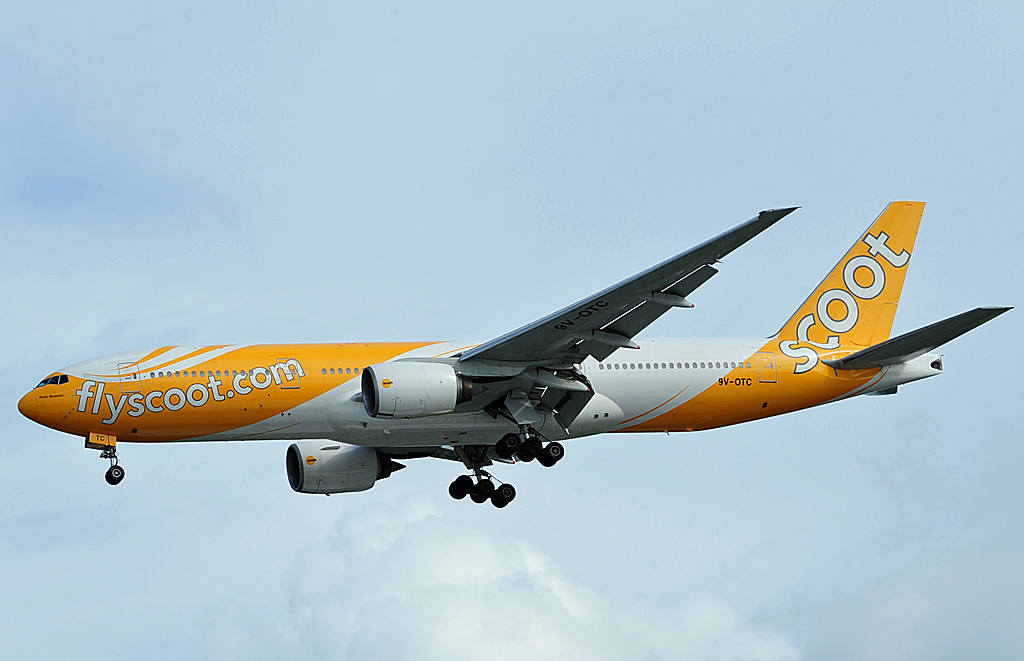
Boeing 777-200 de Scoot aproximando a la pista del aeropuerto Internacional de Singapur

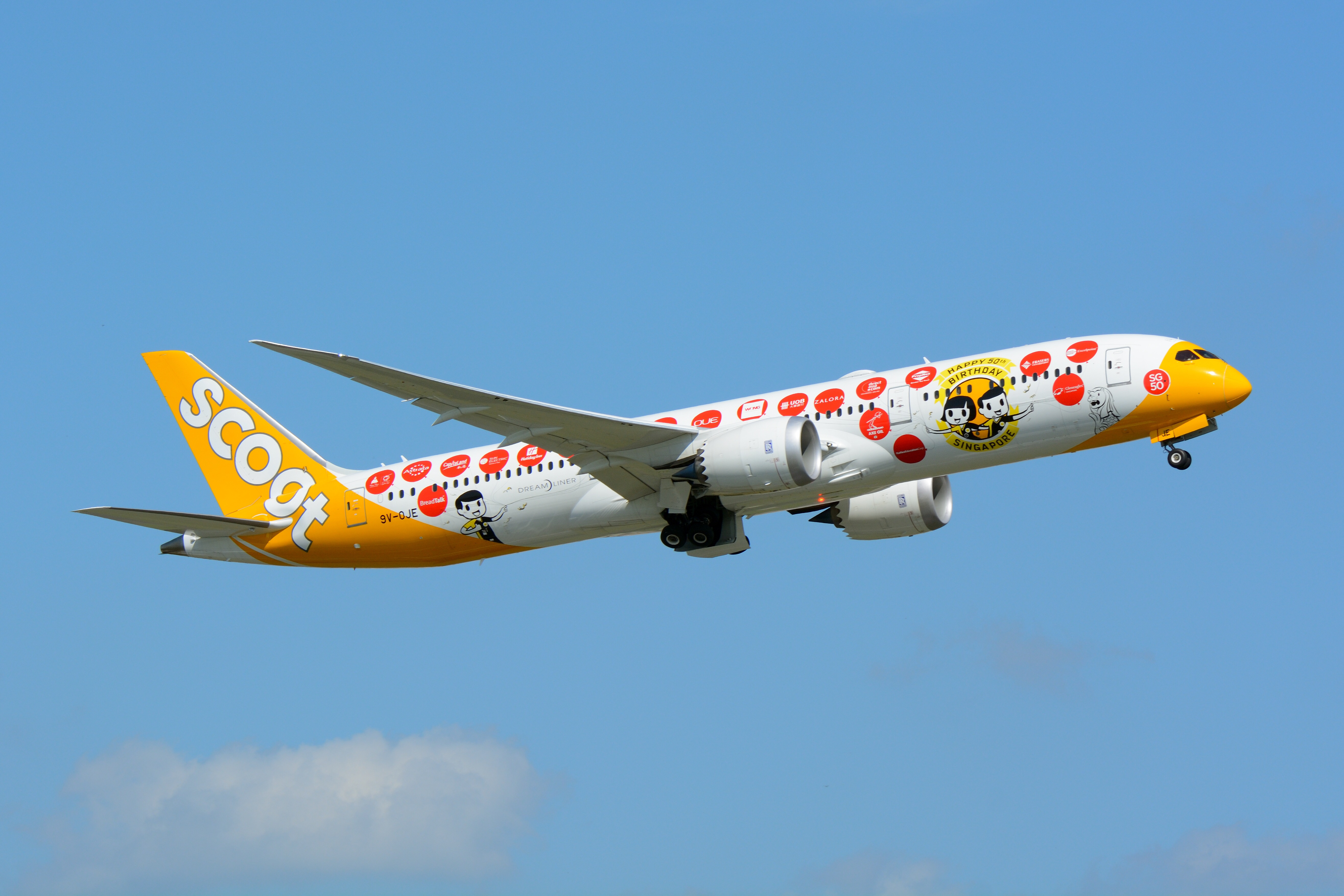
Boeing 787-9 de Scoot despegando del Aeropuerto Internacional de Tokio-Narita

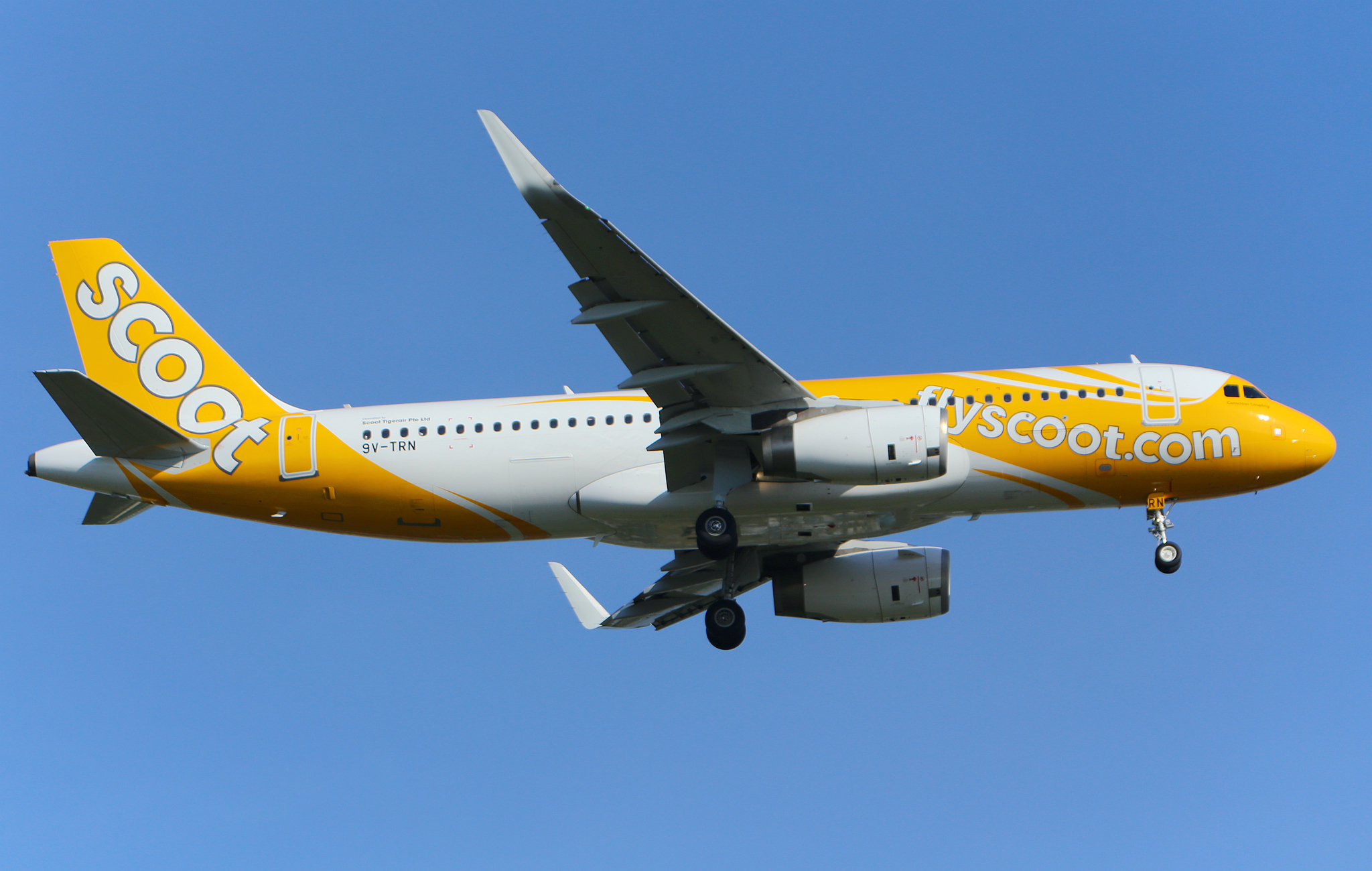
Airbus A320 de Scoot

La flota Scoot está compuesta por aviones Boeing 777-200ER, ahora almacenados en 2015 y principios de 2016, adquiridos en su día (2012) a su aerolínea matriz, Singapore Airlines y reconfigurados con un nuevo diseño de asientos y motores modificados.
La aerolínea anunció planes para aumentar su flota a 14 aeronaves para 2016, y Singapore Airlines anunció el 24 de octubre de 2012 que 20 Boeing 787 Dreamliners ordenados serían transferidos a Scoot para apoyar sus planes de crecimiento.
La flota operativa de Scoot consiste en los siguientes aviones, a noviembre de 2024, con una edad media de 7,2 años: